# Episteme arctopsa
Episteme arctopsa är en fjärilsart som beskrevs av Chu och Chen 1962. Episteme arctopsa ingår i släktet Episteme och familjen nattflyn. Inga underarter finns listade i Catalogue of Life.